# ラスト☆エンジェル
ラスト☆エンジェルは、日本の女性アイドルグループである。まニャン子クラブのグループ内ユニットとして誕生した。2000年1月26日にCDデビュー（デビュー曲はダンス☆マンがプロデュース）、同年5月末をもって活動終了。

## メンバー
- 第1期（結成から2000年2月28日まで）

折原奈美、ももちあずさ（現: 麻生真友子）、Jolene、岸本幸枝、町田恵
- 第2期（2000年2月29日から2000年3月17日まで）

折原奈美、ももちあずさ、岸本幸枝、町田恵、松本江里子
- 第3期（2000年3月18日から解散まで）

折原奈美、岸本幸枝、町田恵、松本江里子

## ディスコグラフィー

### マキシシングル
- 小さなHappy （2000年1月26日発売、オリコンチャート最高88位）